# Tasnádi Kubacska András
Tasnádi Kubacska András (Budapest, 1902. április 28. – Budapest, 1977. március 30.) magyar geológus, paleontológus, a föld- és ásványtani tudományok akadémiai doktora, a paleopatológia magyarországi megteremtője, a tudománytörténeti gyűjtemények elindítója és fejlesztője, a természettudományi muzeológia és ismeretterjesztés vezéralakja. Az 1930-as évektől az 1960-as évek végéig végezte Ipolytarnócon, a világhírű lábnyomos homokkő lelőhelyének feltárását és megóvását.

## Élete
Édesapja, Kubacska András a Fasori Gimnázium természetrajz tanára volt, aki fia érdeklődését már kisgyerek korában a természet irányába terelte.
Iskoláit és felsőfokú tanulmányait Budapesten végezte. 1920 és 1925 között a Pázmány Péter Tudományegyetem hallgatója volt, majd 1925 és 1932 között a budapesti Királyi Magyar Tudományegyetem Közgazdaságtudományi Karán folytatta tanulmányait. 1924-ben diplomázott, majd 1926-ban doktorált őslénytan-, illetve ásvány-kőzettanból. 1927 és 1929 között a bécsi Collegium Hungaricum ösztöndíjasa is volt, a világhírű paleontológus, Othenio Abel mellett. Már hallgatóként is tanított, kutatott, gyűjtött, és gyűjteményt kezelt. Bécsből hazatérve – külső munkatársként – bekapcsolódott a Magyar Állami Földtani Intézet térképező munkájába.
1931-től a Magyar Nemzeti Múzeum muzeológusa, I. osztályú segédtisztként két év alatt újjászervezte az Országos Természettudományi Múzeum Ásvány-Őslénytárának közel 130 éves, rendezetlen őslénytani gyűjteményét.
1935 és 1943 között felállította a Föld és az élővilág fejlődéstörténete című nagy érdeklődést és elismerést kiváltó kiállítást. Hazánkban először tárta közönség elé és elevenítette meg fejlődéstörténeti alapon, a leletek magyarázata mellett művészi ábrák, rekonstrukciós rajzok, festmények, szobrok segítségével azt a teret, környezetet, amelyben az őslények éltek.
1938-tól a Földtan-Őslénytár igazgatója. Újjászervezte a tárat, s létrehozta – magánkönyvtárára alapozva – a tár saját könyvtárát. 1941-től a Magyar Nemzeti Múzeum elnöki titkára és az Országos Természettudományi Múzeum I. osztályú múzeumi őre. A második világháború alatt a Magyarhoni Földtani Társulat titkára, majd tiszteletbeli tagja, folyóiratának, a Földtani Közlönynek szerkesztője. Létrehozta a Fajok eredete és az ember származása, valamint a Nagy magyar természettudósok című kiállításokat.
Nevéhez fűződik a Magyar Nemzeti Múzeum épületeinek, gyűjteményeinek, a Széchényi Könyvtár állományának és nem utolsósorban személyzetének megmentése a II. világháború végén, azaz a nyilas hatalom, Budapest ostroma, s a szovjet csapatok bevonulása idején.
1945-től az Országos Természettudományi Múzeum főigazgatója, majd a Magyar Nemzeti Múzeum alelnöke, mellette a Múzeumok és Műemlékek Országos Központjának föld- és őslénytani szakreferense és szakértője. Megszervezte a romeltakarítást és az újjáépítést. Önálló anyagi forrásokat teremtett az újjászervezéshez. Új kutatóintézeteket létesített (Embertani tár, Biológiai Intézet, Tudománytörténeti Gyűjtemény, Fotóintézet, Nyomda- és Kliséüzem, Sajtóosztály). Monográfiákat, életrajzi köteteket, tudományos folyóiratokat jelentetett meg. Felfejlesztette a múzeumi szakkönyvtárat.
1949-re felállította a nagyszabású, európai hírű Afrika élővilága című kiállítást. Ehhez nagy értékű trófea- és állatbőrgyűjteményeket vásárolt Kittenberger Kálmán és Széchenyi Zsigmond híres Afrika-vadászoktól. A kiállítócsoport művészei és preparátorai Afrika nagyvadjait (hazánkban első ízben) dermoplasztikai szobrászati technikával keltették életre nagyméretű diorámákban, élőhelyük eredeti környezetébe helyezve.
1949. január 27-én – koholt vádak alapján – felfüggesztették főigazgatói állásából és visszaminősítették múzeumi őrnek. Nem tört meg; tovább folytatta a tudományos és ismeretterjesztő munkát.
1950 novemberétől lett a Magyar Állami Földtani Intézet Múzeumának vezetője, 1973. november 29-i nyugdíjazásáig. Feladata lett az újjászervezés, a régi kiállítású múzeum átalakítása szakgyűjteménnyé. Felállította a rétegtani, az ásvány-teleptani, kőzettani, növénytani és gerinces-paleontológiai részlegeket. A gyűjtemények kiállításra alkalmas, látványos darabjait a Magyar Természettudományi Múzeumnak, az első világháború előtt létesített részletes építőkő- és agyaggyűjteményeket pedig a Műegyetemnek adta át.
Hazánkban elsőként foglalkozott a kihalt ősállatok betegségeit kutató új tudományággal. Eredményeit a Palaeopathologia című, magyar és német nyelvű, akadémiai díjas könyvében összegezte. 1960-ban. E mű alapján minősítették a föld- és ásványtani tudományok akadémiai doktorává.
1969-ben a Magyar Állami Földtani Intézet 100 éves jubileumára az Intézet történetét, illetve Magyarország ásvány-teleptanát és rétegtanát bemutató kiállításokat rendezett. Az ehhez szükséges látványos anyagokat 1968-ban szerezték be, rendszeres gyűjtőutak során. Ezekről a gyűjtőutakról is szól A láthatatlan bánya című könyve. 1972-ben létrehozta a Magyar Állami Földtani Intézet Tudománytörténeti Gyűjteményét.
Számos hazai barlangban – így a Budai-hegység barlangjaiban is – kutatott, és végzett elsősorban földtani és őslénytani vizsgálatokat, melynek során azonban több érdekes megfigyelést tett az ősemberi maradványokra és az itt élő denevérfaunára vonatkozóan is. Az ő közvetítésével jutottak múzeumba az 1960-as évek végén a Rudabányán fellelt emberszerű ősmajom-leletek.
Szüntelenül dolgozott; soha sem tette le tollát. Élete utolsó éveiben, megromlott látása miatt már vakon írta le gondolatait. Lehetetlent nem ismerve folyamatosan dolgozott a nemzet kultúrájának felemeléséért és gazdagításáért, a tudomány előbbreviteléért, és a tudományos ismeretterjesztésért. Komoly igényességgel írt tudományos ismeretterjesztő könyvet a mondák állatvilágáról és a boszorkányos hírbe kevert állatokról. Negyvennél is több ismeretterjesztő könyvében, több száz cikkében, rádió és televíziós előadásaiban olvasmányos formában, közérthetően vezette be az olvasókat, nézőket a őslénytan, földtan, ásványtan és a tágabb értelemben vett természettudományok világába. Utolsó éveinek Móra Kiadónál megjelent gyermekmeséi saját gyerekkora emlékeit elevenítik fel, ezeknek is minden sorában felbukkannak az állatok és a növények. Meséi, leírásai egyúttal forrásértékű tudományos közlemények is.
Minthogy több mint harminc éven át kutatott Ipolytarnócon, neve összeforrt a Borókás-árokban talált ősnövények és ősállati lábnyomok feltárásával – róla nevezték el pár éve a maradványok bemutatására létesített csarnokot az Ipolytarnóci Ősmaradványok Természetvédelmi Területén.
1963-ban munkásságát az Akadémiai Díj III. fokozatával ismerték el.

## Főbb művei
- Die Grundlagen der Literatur über Ungarns Vertebraten-Paläontologie. (1928);
- Báró Nopcsa Ferenc kalandos élete (1938);
- A mondák állatvilága (1939,2. kiad. 1958); (Természettudományi Könyvkiadó Vállalat)
- Gyűjtés hegyen-völgyön (1941, 2. kiad. 1966) (MEK);
- Franz baron Nopcsa. Leben und Briefe ungarischer Naturforscher (1945) (REAL-EOD)
- Természetvédelem hazánkban (1954);
- Kalandozás az ősvilágban (1955);
- Nagy magyar természettudósok (1958);
- A mi világunk (1960, 2. kiad. 1967);
- Palaeopathologia. Az ősállatok pathologiája (1960);
- A Föld (in: A Természet Világa, 1960);
- Ősállatok nyomában (1961);
- Ősvilági utazás (1963) (barlang.hu);
- Az ősvilág fejlődéstörténete (1963);
- Az élővilág fejlődéstörténete (A Természet Világa) (1964);
- Repülősárkányok és gyíkmadarak (1965);
- Földtani természetvédelmi területeink helyzete és a további feladatok ezen a téren (Fülöp Józseffel, 1967);
- Sárkányok unokái (Réber Lászlóval, 1968);
- Az élet fejlődése képekben (1968);
- 100 éves a Magyar Állami földtani Intézet (szerk., Fülöp Józseffel, 1969)
- Vadállatok gyerekszobája (Csergezán Pállal, 1969);
- Óriások birodalma (1970);
- Pajtások a házban és a ház körül (Reich Károllyal, 1971, 2. kiad. 1976.);
- A láthatatlan bánya (1973);
- Színes ásványvilág (Tildy Lászlóval, 1973);
- Lóczy Lajos. A múlt magyar tudósai. Akadémiai Kiadó, Budapest, 1974. (REAL-EOD)
- Ásványok (Búvár Zsebkönyvek, Breznay Líviával 1974, 2. kiad. Kákay-Szabó Orsolyával és Breznay Líviával, 1985);
- Az ipolytarnóci lábnyomos homokkő ősélet-nyomai. (in: A MÁFI Évi Jelentése 1974-ről, 1976);
- Hangyácska (1977);
- Expedíció az időben (1977).

## Külső hivatkozások
- Tasnádi Kubacska András: A geológus Archiválva 2009. december 16-i dátummal a Wayback Machine-ben (ponticulus hungaricus)
- Tasnádi Kubacska András: Gyűjtés hegyen-völgyön (Magyar Elektronikus Könyvtár)